# Wiltrud van Beieren

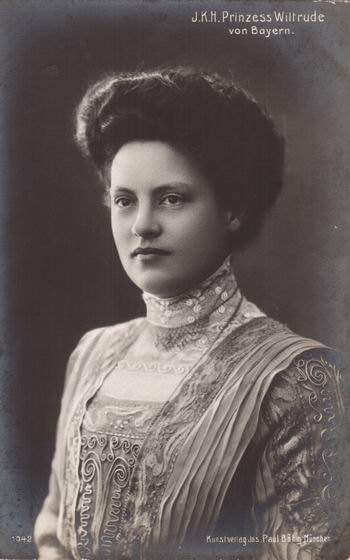
Wiltrud van Beieren

Wiltrud Marie Alix van Beieren (10 november 1884 - Oberstdorf, 28 maart 1975) was een Beierse prinses uit het huis Wittelsbach.
Zij was het tiende kind en de zesde dochter van koning Lodewijk III van Beieren en Maria Theresia Henriëtte van Oostenrijk-Este. Zij trouwde op 26 november 1924 met Hertog Willem van Urach, zoon van Willem I van Urach en Florestine van Monaco. Haar man was aan het einde van de Eerste Wereldoorlog als Mindaugas II zeer korte tijd koning van Litouwen geweest. Hij was al twaalf jaar weduwnaar van Amelie in Beieren, een zuster van de Belgische koningin Elisabeth. Hij had negen kinderen van wie Wiltrud nu de nieuwe stiefmoeder werd.
Zelf kreeg ze geen kinderen. Haar man zou vier jaar na het huwelijk overlijden en zij zou hem bijna vijftig jaar overleven.
- Gemeinsame Normdatei: 117313742
- International Standard Name Identifier: 0000 0000 1054 3528
- Virtual International Authority File: 69704587
- WorldCat: E39PBJhX6WBPTgKwMDmFwkxqwC